# 당멸치속
당멸치속(Elops)은 당멸치목에 속하는 조기어류 속의 하나이다. 당멸치과(Elopidae)의 유일속이다. 2종을 포함하고 있다. 당멸치류는 해안가 바다에 사는 물고기로 열대 또는 아열대 기후 지역에서 발견되며, 이따금 온대 지역에 나타나기도 한다.

## 분류
현재, 당멸치속에 포함되는 종은 다음과 같다.
- Elops affinis Regan, 1909
- 당멸치 (Elops hawaiensis) Regan, 1909
- Elops lacerta Valenciennes, 1847
- Elops machnata (Forsskål, 1775) (tenpounder)
- Elops saurus Linnaeus, 1766
- Elops senegalensis]] Regan, 1909
- Elops smithi McBride, C. R. Rocha, Ruiz-Carus & Bowen, 2010[4]